# Albert Pike
Albert Pike (Boston, 29 december 1809 – Washington, 2 april 1891) was een Amerikaanse procureur, officier in het leger van de Geconfedereerde Staten van Amerika, schrijver en vrijmetselaar. Pike is de enige legerofficier van de Geconfedereerde Staten die (tot 2020) geëerd was met een standbeeld in Washington op het Judiciary Square. Dit waarschijnlijk vooral vanwege zijn maçonnieke connectie met president Andrew Johnson, die Pike gratie verleende na de Amerikaanse Burgeroorlog.

## Levensloop
Albert werd geboren als zoon van Ben Pike en Sarah Andrews. Hij bracht zijn jeugd door in Byfield en Newburyport en zat tot zijn vijftiende op school. In augustus 1825 slaagde hij voor het toelatingsexamen voor de Harvard-universiteit. Toen de universiteit evenwel van hem verlangde dat hij het collegegeld voor de twee jaar, waarvoor hij de examens succesvol had afgelegd, zou voldoen, koos hij ervoor om hier niet te gaan studeren. Hij begon met een lesprogramma door zelfstudie, waardoor hij later schoolmeester werd in Gloucester, North Bedford, Fairhaven en Newburyport.
In 1831 verliet Pike Massachusetts om naar het westen te reizen, wat hem eerst naar Saint Louis bracht en later naar Independence in Missouri. In deze laatste plaats sloot hij zich aan bij een expeditie naar Taos in New Mexico om daar te jagen en handelen. Tijdens deze excursie brak zijn paard los en rende ervandoor, waardoor hij de overige 750 kilometer naar Taos moest lopen. Hierna sloot hij zich aan bij een expeditie naar New Mexico en Texas, om daar te jagen. De buit was mager en na een reis van ongeveer 1950 kilometer (waarvan 750 te voet) kwam hij uiteindelijk aan in Fort Smith in Arkansas.
Nadat hij zich in 1833 in Arkansas had gevestigd, gaf hij les en schreef hij een serie artikelen voor de Little Rock Arkansas Advocate onder het pseudoniem "Casca". De artikelen waren populair genoeg om gevraagd te worden voor de krant te gaan werken. Later, nadat hij met Mary Ann Hamilton was getrouwd, kocht hij een deel van de krant met de bruidsschat. Tegen 1835 was hij de enige eigenaar van de Arkansas Advocate. Onder Pikes leiding stimuleerde hij het standpunt van de Whig Party in een politiek verdeeld Arkansas.
Pike begon rechten te studeren en werd tot advocaat beëdigd in 1837, hetzelfde jaar waarin hij de krant verkocht. Hij was de eerste verslaggever voor het hooggerechtshof van Arkansas en schreef tevens (anoniem) een handboek voor advocaten met de titel The Arkansas Form Book. Daarnaast schreef Pike over diverse juridische onderwerpen en bleef hij ook poëzie schrijven, een hobby waarmee hij tijdens zijn jeugd in Massachusetts was begonnen. Zijn gedichten werden zeer gewaardeerd in die tijd maar zijn nu bijna vergeten. Een aantal delen van zijn werk werd postuum uitgegeven door zijn dochter. In 1859 ontving hij van Harvard als eretitel de graad van Master of Arts.
Pike overleed in Washington op 81-jarige leeftijd en werd begraven op de begraafplaats Oak Hill Cemetery (dit was tegen zijn wens: hij had instructies achtergelaten om zijn lichaam te laten cremeren). In 1944 werden zijn overblijfselen overgebracht naar het House of the Temple, het hoofdkwartier van de Zuidelijke Jurisdictie van de Schotse Ritus.

## Militaire loopbaan

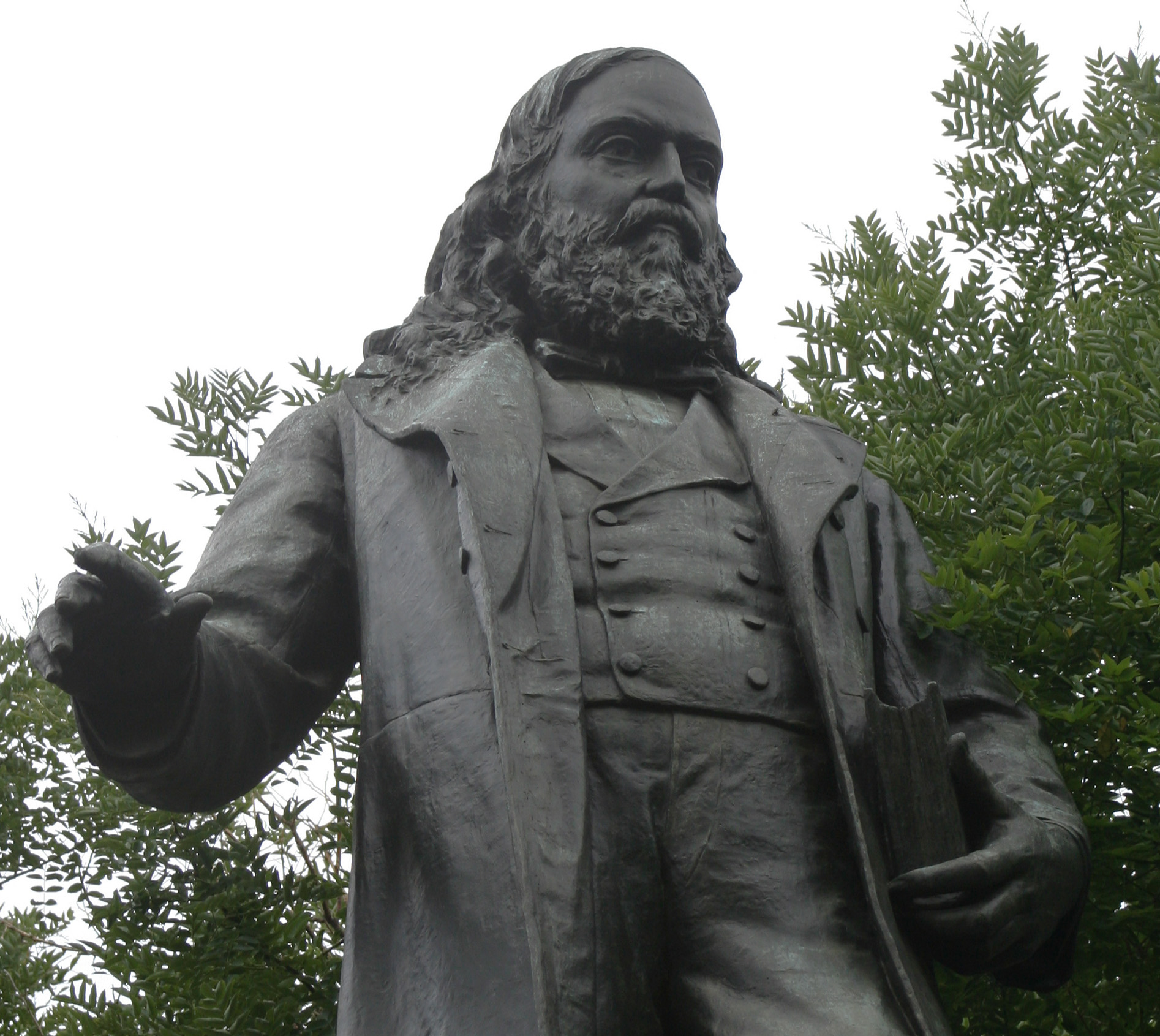
Voormalig standbeeld op Judiciary Square, Washington

Toen de Mexicaans-Amerikaanse Oorlog begon, meldde Pike zich aan bij de cavalerie en werd hij aangesteld als commandant, waarbij hij dienstdeed in de Slag bij Buena Vista. Hij en zijn commandant John Selden Roane hadden diverse meningsverschillen. Als gevolg hiervan kwam het tot een duel tussen Pike en Roane. Hoewel er in het duel meerdere schoten werden gelost, vielen er geen gewonden en hun beider secondanten haalden hen ertoe over het duel te staken.
Na de oorlog ging Pike weer als jurist aan het werk en in 1853 verhuisde hij voor enige tijd naar New Orleans. Hij schreef nog een ander boek getiteld Maxims of the Roman Law and some of the Ancient French Law, as Expounded and Applied in Doctrine and Jurisprudence. Hoewel dit niet werd uitgegeven, deed dit zijn reputatie onder zijn vakgenoten toenemen. Hij keerde in 1857 terug naar Arkansas, verkreeg enige bekendheid op juridisch terrein en werd een voorstander van de slavernij, hoewel hij verbonden bleef aan de Whig Party. Toen deze partij werd opgeheven, werd hij lid van de partij Know Nothing. Voor de burgeroorlog was hij een groot tegenstander van de afscheiding, maar toen de oorlog begon, koos hij toch de kant van de Confederatie. Tijdens de Zuidelijke Handelsconventie van 1854 zei Pike dat het zuiden in de Unie moest blijven, maar "als het zuiden in een inferieure positie zou worden gedwongen, zou zij beter af zijn buiten de Unie dan daarbinnen".
Hij legde ook verscheidene contacten met de Amerikaanse indianen in het gebied en op een bepaald moment regelde hij een schikking tussen de Creeks, andere stammen en de federale overheid ter waarde van 800.000 dollar. Deze verstandhouding was van invloed op het verloop van zijn militaire dienst tijdens de burgeroorlog. Aan het begin van de oorlog werd Pike aangesteld als gezant voor de Amerikaanse indianen. In deze hoedanigheid onderhandelde hij over diverse verdragen, waarvan een van de belangrijkste die met het Cherokee-opperhoofd John Ross was, dat gesloten werd in 1861.
Pike werd op 22 november 1861 gepromoveerd tot brigadegeneraal en kreeg een aanstelling op het indiaanse grondgebied. Samen met generaal Benjamin McCulloch trainde Pike drie Confederatieregimenten van de indiaanse cavalerie, waarvan de meeste behoorden tot de zogenaamde vijf geciviliseerde stammen, wier trouw aan de Confederatie nogal wisselend was. Hoewel Pike in eerste instantie zegevierde in de Slag bij Pea Ridge in maart van dat jaar, werd zijn eenheid later verslagen bij een tegenaanval, nadat zij in wanorde waren geraakt. Bovendien kwam Pike, net zoals in de vorige oorlog, weer in conflict met zijn meerderen, waarbij hij zelfs op een bepaald moment een brief schreef aan Jefferson Davis om over zijn direct leidinggevende te klagen.
Na Pea Ridge werd Pike ervan beschuldigd dat zijn indiaanse troepen soldaten in het veld zouden hebben gescalpeerd. Generaal-majoor Thomas C. Hindman beschuldigde Pike tevens van misbruik van geld en materiaal, daarbij opdracht gevend tot zijn gevangenneming. Beide aanklachten bleken later ongegrond, maar toch vluchtte Pike de heuvels van Arkansas in en schreef hij op 12 juli zijn ontslagbrief aan het leger van de Confederatie. Hij werd uiteindelijk op 3 november gearresteerd op beschuldiging van insubordinatie en verraad en werd kort vastgehouden in Warren. Maar zijn ontslag werd op 11 november aanvaard en hij mocht terugkeren naar Arkansas.

## Vrijmetselarij
In eerste instantie was Pike, in 1840, lid geworden van de Independent Order of Odd Fellows. Daarna werd hij ingewijd bij een vrijmetselaarsloge en werd hij zeer actief binnen de organisatie. Hij werd in 1859 gekozen tot soeverein grootinspecteur-generaal van de Zuidelijke Jurisdictie van de Schotse Ritus. Hij bleef dit voor de rest van zijn leven (in totaal 32 jaar lang), waarbij hij een groot deel van zijn tijd doorbracht met het ontwikkelen van de ritualen van die orde. Hij publiceerde in 1871 het boek Morals and Dogma of the Ancient and Accepted Scottish Rite of Freemasonry, waarvan er diverse edities volgden. Pike wordt nog steeds beschouwd als een eminent en invloedrijk vrijmetselaar. Maar hij is zowel binnen als buiten de vrijmetselarij ook omstreden. Zijn standpunten, zoals in Morals and Dogma worden zeker niet door alle vrijmetselaren gedragen. Ook bleef Pike lang diep gekant tegen het kiesrecht voor Afro-Amerikanen en ook tegen het lidmaatschap van de vrijmetselarij vanuit deze groep.

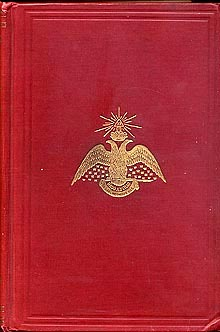
Morals and Dogma (1871)
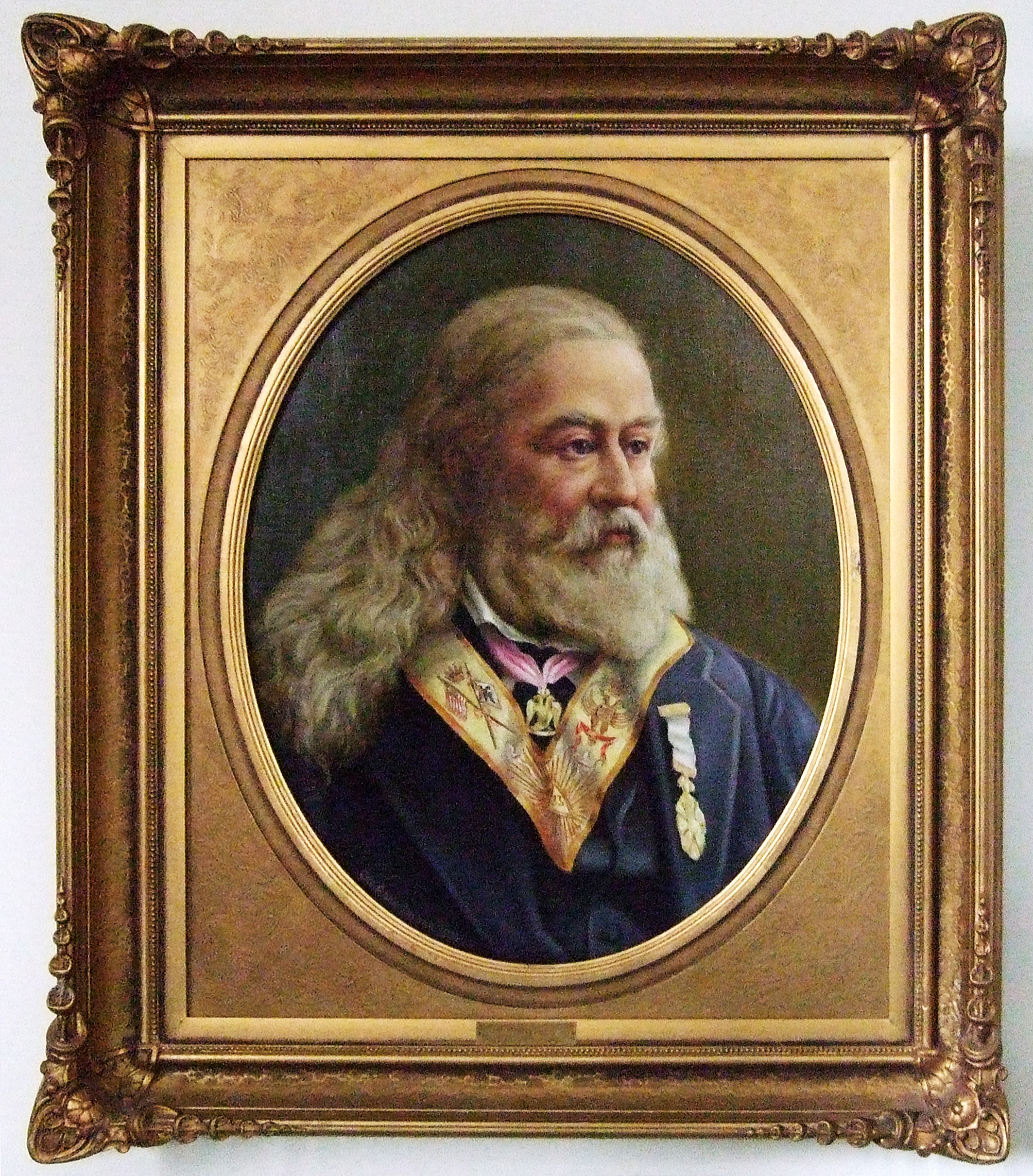
Pike in Maçonnieke regalia
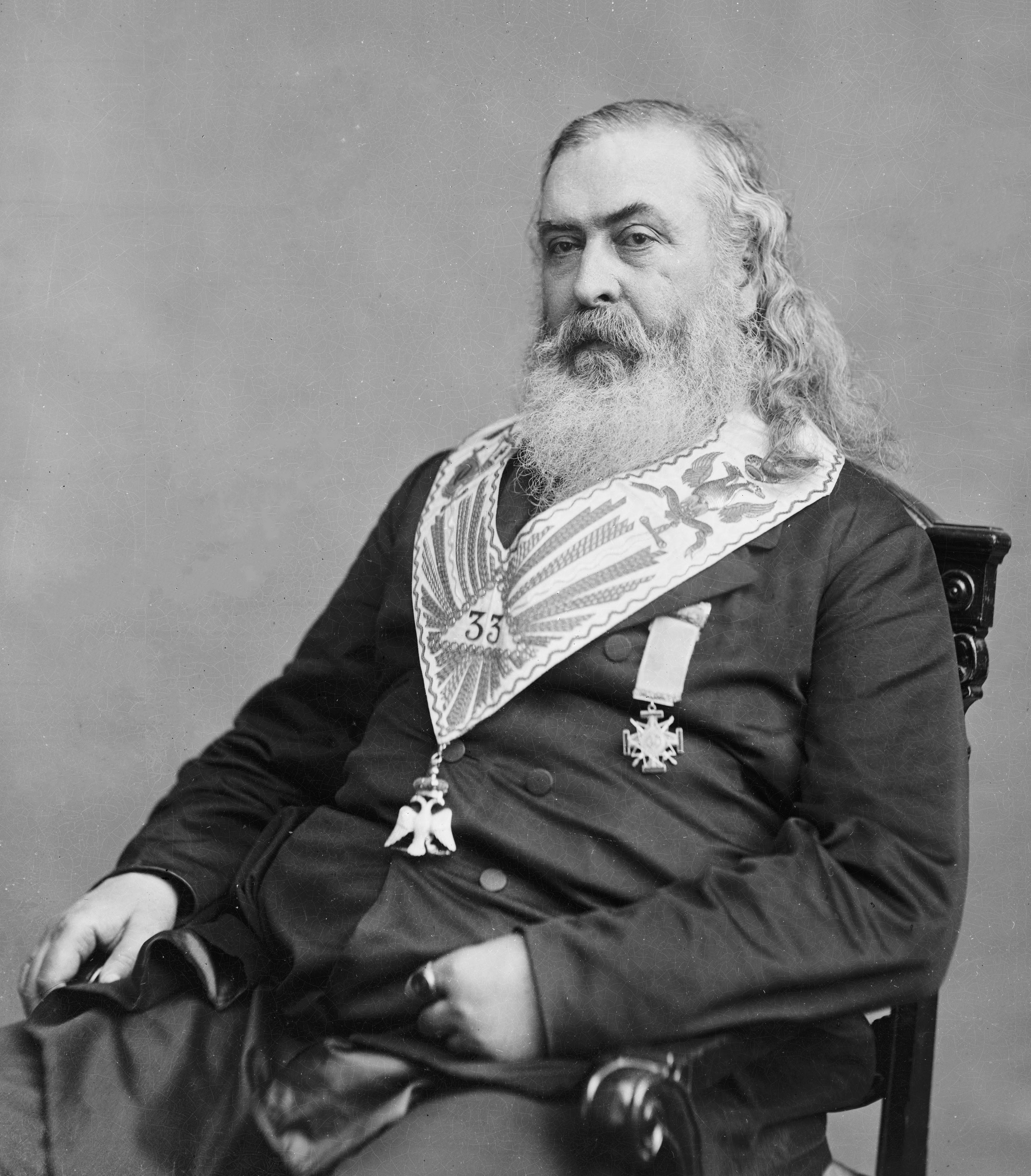
Portret door Mathew Brady

## Poëzie
Als jongeman schreef Pike al poëzie en hij ging hier zijn hele leven mee door. Toen hij 23 jaar oud was, publiceerde hij zijn eerste gedicht Hymns to the Gods. Later werk werd gedrukt in literaire tijdschriften zoals Blackwoods Edinburgh Magazine en lokale kranten. Zijn eerste verzameling gedichten, Prose Sketches and Poems Written in the Western Country verscheen in 1834. Later verzamelde hij veel van zijn gedichten en gaf hij deze opnieuw uit in de bundel Hymns to the Gods and Other Poems uit 1872. Na zijn overlijden verschenen deze opnieuw in Gen. Albert Pike's Poems in 1900 en in Lyrics and Love Songs in 1916.

## Werken
- Pike, Albert (1997). Book of the Words. Kessinger Publishing. ISBN 1-56459-161-1.
- Pike, Albert (1997). Indo-Aryan Deities and Worship as Contained in the Rig-Veda. Kessinger Publishing. ISBN 1-56459-183-2.
- Pike, Albert (1997). Lectures of the Arya. Kessinger Publishing. ISBN 1-56459-182-4.
- Pike, Albert (2004). The Meaning of Masonry. Kessinger Publishing. ISBN 1-4179-1101-8.
- Pike, Albert (2002). Morals and Dogma of the Ancient and Accepted Scottish Rite Freemasonry. Kessinger Publishing. ISBN 0-7661-2615-3.
- Pike, Albert (2004). Morals and Dogma of the First Three Degrees of the Ancient and Accepted Scottish Rite Freemasonry. Kessinger Publishing. ISBN 1-4179-1108-5.
- Pike, Albert (2001). The Point Within the Circle. Holmes Pub Group. ISBN 1-55818-305-1.
- Pike, Albert (1997). Reprints of Old Rituals. Kessinger Publishing. ISBN 1-56459-983-3.

Vrijmetselarij · Beginselen · Geschiedenis · Symbolen · Vrijmetselaarsloge · Ordegrondwet · Obediëntie · Regulariteit en irregulariteit · Ritus · Graden · Grootmeester · Gemengde vrijmetselarij · Para-vrijmetselarij · Antivrijmetselarij · Vrijmetselarij in Nederland · Vrijmetselarij in België · Internationale vrijmetselarij
>>> Meer info op Portaal:Vrijmetselarij <<<
- Biblioteca Nacional de España: XX1575171
- Bibliothèque nationale de France: cb126713767 (data)
- Gemeinsame Normdatei: 119448475
- International Standard Name Identifier: 0000 0001 0870 7965
- Library of Congress Control Number: n85373355
- MusicBrainz: 12e94e51-2b60-42ce-ba1e-1223f0f6a43e
- National Archives and Records Administration: 18233277
- Nationale Bibliotheek van Israël: 987007278172805171
- Istituto Centrale per il Catalogo Unico: CFIV015723
- SNAC: w6sq9c05
- Système universitaire de documentation: 145542505
- Trove: 947312
- Virtual International Authority File: 12428852
- WorldCat: E39PBJj8KJpbTFf78RXvd4VwG3